# Kasteel Meylandt

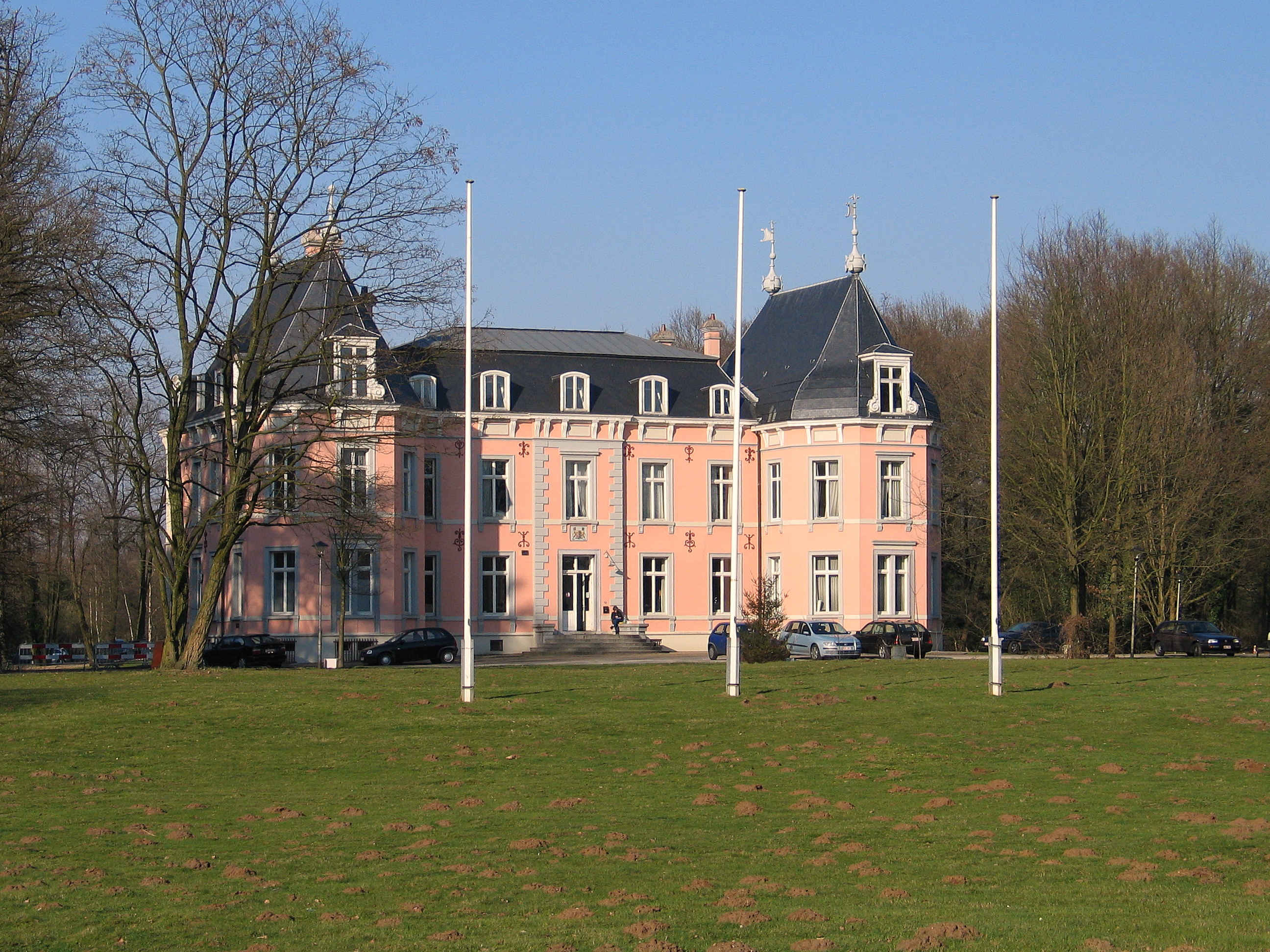
Kasteel Meylandt

Het kasteel Meylandt is een kasteel gelegen in Heusden, een deelgemeente van de Belgische gemeente Heusden-Zolder. Het kasteel ligt langs de N72, de verbindingsweg tussen Hasselt en Beringen. Heden huisvest het kasteel een kunstacademie.

## Geschiedenis
Het kasteel was oorspronkelijk een groot landhuis en werd voor het eerst vermeld in 1385. Het heette toen het Hof van Boeckt. In 1603 wordt de naam Milandt voor het eerst gebruikt. In 1664 kocht de familie van Voost het domein. Gilles Bernard de Stier, echtgenoot van Elisabeth Christina van Voost en burgemeester van Luik, herstelde het huis.
Door het huwelijk van Arnould de Theux (1668-1724) met Cécile Angélique de Stier (1660-1746) kwam het landgoed in handen van de familie de Theux, die het landhuis verbouwde tot een kasteel.
Kasteel Meylandt werd in 1842 grondig verbouwd door graaf Barthélémy de Theux de Meylandt, lid van het Nationaal Congres, premier en een van de belangrijkste staatslieden tijdens de eerste decennia van het onafhankelijke België. In 1907 werd het kasteel nogmaals verbouwd, maar deze keer door zijn zoon, graaf Albert de Theux de Meylandt, tot het huidige neoclassicistische kasteel. Ook werd toen het bijhorende koetshuis gebouwd.
Na het vertrek van de familie de Theux in 1959 werd het kasteel eigendom van de gemeente Heusden, die er in 1972 een kunstacademie in onderbracht. Enige jaren later werd het kasteel terug in zijn oorspronkelijke kleuren geschilderd.

## Park en natuur
Rond het kasteel ligt een openbaar park met een aantal vijvers die gebruikt worden als visvijver. In 1994 werd een standbeeld van Barthélémy de Theux in het park geplaatst. Later kreeg het standbeeld een plaats op het Sint-Willibrordusplein in Heusden. Door werken werd het voorlopig weggehaald en tot op heden (april 2023) kreeg het nog geen nieuwe plek.
Vlak bij het kasteel ligt het natuurreservaat Meylandt-Obbeek, gelegen aan weerszijden van de N72. Het gebied beslaat zo'n 250 ha. Het is een moerasgebied in de vallei van de Mangelbeek, een zijtak van de Demer, en in de vijverregio De Wijers.